# Perosa Canavese
Perosa Canavese – miejscowość i gmina we Włoszech, w regionie Piemont, w prowincji Turyn.
Według danych na rok 2004 gminę zamieszkiwały 564 osoby, 112,8 os./km².